# Zsófia Kisbán
Zsófia Kisbán (19 de noviembre de 1997) es una deportista húngara que compite en piragüismo en las modalidades de aguas tranquilas y maratón.
Ganó dos medallas de plata en el Campeonato Mundial de Piragüismo, en los años 2021 y 2023, y una medalla de bronce en el Campeonato Europeo de Piragüismo de 2024.
Además, obtuvo diez medallas en el Campeonato Mundial de Piragüismo en Maratón entre los años 2018 y 2024, y tres medallas de oro en el Campeonato Europeo de Piragüismo en Maratón, en los años 2021 y 2025.

## Palmarés internacional
| Campeonato Mundial | Campeonato Mundial     | Campeonato Mundial | Campeonato Mundial |
| Año                | Lugar                  | Medalla            | Competición        |
| ------------------ | ---------------------- | ------------------ | ------------------ |
| 2021               | Copenhague (Dinamarca) | Medalla de plata   | C1 5000 m          |
| 2023               | Duisburgo (Alemania)   | Medalla de plata   | C1 5000 m          |
| Campeonato Europeo |                        |                    |                    |
| Año                | Lugar                  | Medalla            | Competición        |
| 2024               | Szeged (Hungría)       | Medalla de bronce  | C1 5000 m          |

| Campeonato Mundial | Campeonato Mundial       | Campeonato Mundial | Campeonato Mundial |
| Año                | Lugar                    | Medalla            | Competición        |
| ------------------ | ------------------------ | ------------------ | ------------------ |
| 2018               | Vila Verde (Portugal)    | Medalla de plata   | C1                 |
| 2019               | Shaoxing (China)         | Medalla de plata   | C1 (DC)            |
| 2019               | Shaoxing (China)         | Medalla de bronce  | C1                 |
| 2021               | Pitești (Rumania)        | Medalla de plata   | C1 (DC)            |
| 2021               | Pitești (Rumania)        | Medalla de bronce  | C1                 |
| 2022               | Ponte de Lima (Portugal) | Medalla de plata   | C1                 |
| 2022               | Ponte de Lima (Portugal) | Medalla de plata   | C1 (DC)            |
| 2023               | Vejen (Dinamarca)        | Medalla de oro     | C1 (DC)            |
| 2024               | Metković (Croacia)       | Medalla de oro     | C1 (DC)            |
| 2024               | Metković (Croacia)       | Medalla de plata   | C1                 |
| Campeonato Europeo |                          |                    |                    |
| Año                | Lugar                    | Medalla            | Competición        |
| 2021               | Moscú (Rusia)            | Medalla de oro     | C1                 |
| 2021               | Moscú (Rusia)            | Medalla de oro     | C1 (DC)            |
| 2025               | Ponte de Lima (Portugal) | Medalla de bronce  | C1                 |